# Roustem Adagamov
Roustem Rinatovitch Adagamov (russe : Рустем Ринатович Адагамов), né le 8 novembre 1961 à Kazan, au Tatarstan, est un blogueur russe. Plus connu sous son pseudonyme drugoï sur le site de blogging LiveJournal, il est considéré comme l'un des blogueurs les plus populaires de Russie,.
Il est l'un des fondateurs de la Ligue des électeurs, une association citoyenne russe militant pour la transparence des élections en Russie et contre la fraude électorale.